# أ. ليو أوبنهايم
أ. ليو أوبنهايم (بالإنجليزية: A. Leo Oppenheim)‏ (و. 1904 – 1974 م) هو مؤرخ، وأستاذ جامعي، وعالم آشوريات أمريكي، ولد في فيينا، توفي في بيركيلي، كاليفورنيا، عن عمر يناهز 70 عاماً.

## التعليم
تعلم في جامعة فيينا
.

## جوائز
حصل على جوائز منها:

جائزة غوردن جاي ليانغ ‏ (1966)